# Bahnstrecke Santos–Jundiaí
| Karte von 1935 |                        |                                  |                                  |
| Streckenlänge: | 140 km                 |                                  |                                  |
| Spurweite: | 1600 mm (Irische Spur) |                                  |                                  |
| Stromsystem: | 3 kV =                 |                                  |                                  |
| Maximale Neigung: | 103 ‰                  |                                  |                                  |
| Minimaler Radius: | 300 m                  |                                  |                                  |
| Zahnstangensystem: | Abt                    |                                  |                                  |
| |                        |                                  |                                  |
| \| \| 0 \| Santos \| 2 m \| \| \| 19 \| Piassagüera \| 5 m \| \| \| \| nach Conceiçãozinha (Guarujá) \| \| \| \| \| \| \| \| \| 21 \| Raiz da Serra Beginn Zahnstange \| 17 m \| \| \| \| Betriebsbahnhof Schienenseilbahn \| \| \| \| \| Betriebsbahnhof Schienenseilbahn \| \| \| \| \| Betriebsbahnhof Schienenseilbahn \| \| \| \| \| Betriebsbahnhof Schienenseilbahn \| \| \| \| \| \| \| \| \| 30 \| Paranapiacaba Ende Zahnstange \| 810 m \| \| \| 41 \| Rio Grande da Serra \| 748 m \| \| \| 77 \| São Paulo \| 730 m \| \| \| 140 \| Jundiaí \| 710 m \| |                        |                                  |                                  |
| Betriebs-/Güterbahnhof Streckenanfang | 0                      | Santos                           | 2 m                              |
| Dienststation / Betriebs- oder Güterbahnhof | 19                     | Piassagüera                      | 5 m                              |
| Abzweig geradeaus und nach rechts |                        | nach Conceiçãozinha (Guarujá)    | nach Conceiçãozinha (Guarujá)    |
| Verschwenkung von links (Strecke außer Betrieb) · Verschwenkung von rechts |                        |                                  |                                  |
| Strecke (außer Betrieb) | 21                     | Raiz da Serra Beginn Zahnstange  | 17 m                             |
| Dienststation / Betriebs- oder Güterbahnhof (Strecke außer Betrieb) |                        | Betriebsbahnhof Schienenseilbahn | Betriebsbahnhof Schienenseilbahn |
| Dienststation / Betriebs- oder Güterbahnhof (Strecke außer Betrieb) |                        | Betriebsbahnhof Schienenseilbahn | Betriebsbahnhof Schienenseilbahn |
| Dienststation / Betriebs- oder Güterbahnhof (Strecke außer Betrieb) |                        | Betriebsbahnhof Schienenseilbahn | Betriebsbahnhof Schienenseilbahn |
| Dienststation / Betriebs- oder Güterbahnhof (Strecke außer Betrieb) |                        | Betriebsbahnhof Schienenseilbahn | Betriebsbahnhof Schienenseilbahn |
| Verschwenkung nach links (Strecke außer Betrieb) · Verschwenkung nach rechts |                        |                                  |                                  |
| | 30                     | Paranapiacaba Ende Zahnstange    | 810 m                            |
| Bahnhof | 41                     | Rio Grande da Serra              | 748 m                            |
| Bahnhof | 77                     | São Paulo                        | 730 m                            |
| Kopfbahnhof Streckenende | 140                    | Jundiaí                          | 710 m                            |

Die Bahnstrecke Santos–Jundiaí verbindet die brasilianische Hafenstadt Santos mit den Städten São Paulo und Jundiaí. Die Strecke ist bekannt durch einen Steilstreckenabschnitt, der früher durch die Schienenseilbahn Paranapiacaba überwunden wurde und ab 1974 auf Zahnradbetrieb umgestellt wurde.

## Geschichte
Die ersten Bestrebungen, eine Eisenbahn vom Landesinneren zum Meer zu bauen, um die Kaffeeernte abzutransportieren, gehen auf die 1830er Jahre zurück. Aus topografischer Sicht ist die Trassierung der Strecke jedoch schwierig, da São Paulo, das nur 60 km vom Meer entfernt liegt, sich auf einer Ebene von ca. 800 m über dem Meeresspiegel befindet, die von der Serra do Mar begrenzt wird. Im Jahr 1839 wurde ein Plan ausgearbeitet und Robert Stephenson zur Stellungnahme und Beratung vorgelegt, das Projekt wurde aber nicht weiter verfolgt. 1856 erhielt der brasilianische Unternehmer Irineu Evangelista de Sousa, besser bekannt als Baron de Maua, eine Konzession zum Bau einer Bahnstrecke von Santos nach Jundiaí. Mit der Ausführung des Projektes wurde der schottische Bahningenieur James Brunlees beauftragt, der für zwei Millionen Pfund eine lokomotivbetriebene Bahnstrecke bauen sollte. Er gelangte wiederum an den jungen Ingenieur Daniel Makinson Fox, der aber bereits Erfahrung mit dem Bau von Schmalspurstrecken in Nordwales gesammelt hatte. Die Suche nach einer geeigneten Trasse gestaltete sich im dichten Urwald schwierig. Schließlich wurde eine geeignete Stelle gefunden, die aber angesichts des eingeschränkten Budgets nur mit einer Schienenseilbahn überwunden werden konnte.
Die Strecke wurde 1867 durch die englische São Paulo Railway Company (SPR) in Betrieb genommen. Sie diente in erster Linie dazu, die Region um São Paulo, im 19. Jahrhundert das weltweit führende Gebiet im Kaffeeanbau, mit einem Hafen an der Atlantikküste zu verbinden. Die Gesellschaft, die aufgrund ihrer Herkunft den Spitznamen Ingleza „die Englische“ trug, wurde nach dem Zweiten Weltkrieg im September 1946 verstaatlicht und zur Estrada de Ferro Santos-Jundiaí (EFSJ). Diese wurde aber nach nur zwei Jahren im September 1948 in die neu gegründete Staatsbahn Rede Ferroviária Federal (RFFSA) integriert. Nachdem Konkurs der RFFSA im Jahre 1996 wurde die Strecke von der MRS Logística übernommen. Der Personenverkehr wird nur noch auf dem Streckenabschnitt Rio Grande da Serra–São Paulo–Jundiaí durch die Companhia Paulista de Trens Metropolitanos (CPTM) betrieben.

## Streckenführung
Wie viele brasilianischen Eisenbahnen wurde die 140 Kilometer lange Strecke in einer Spurweite von 1600 Millimeter errichtet. Auf einer Strecke von nur neun Kilometern muss ein Höhenunterschied von 773 Metern überwunden werden, um die Hochebene 50 km südwestlich von São Paulo zu erreichen. Dies geschah zunächst mit Schienenseilbahnen und ab den 1970er Jahren mit einer Zahnradbahn. Eine Schienenseilbahn ist eine Anlage, bei der die Züge an einem Seil durch ortsfeste Dampfmaschinen über die Schienen bewegt werden. Die erste Schienenseilbahn, die Serra Velha, wurde 1895 durch eine leistungsfähigere zweite ersetzt, die Serra Nova, die ab 1974 durch eine Zahnradbahn nach dem System Abt mit einer dreilamelligen Zahnstange ergänzt wurde. Der Parallelbetrieb von Seilbahn und Zahnradbahn wurde bis 1982 fortgesetzt, als die Seilbahn stillgelegt wurde. Ihr ist im ehemaligen Bahndepot in Paranapiacaba ein Eisenbahnmuseum gewidmet.
Die Strecke ist eingleisig und auf Teilabschnitten mit Gleichstrom 3 kV elektrifiziert. Dazu gehört der Zahnstangenabschnitt Raiz da Serra–Paranapiacaba, sowie der Abschnitt Rio Grande da Serra–São Paulo–Jundiaí, der von den Vorortszügen benutzt wird.

## Fahrzeuge

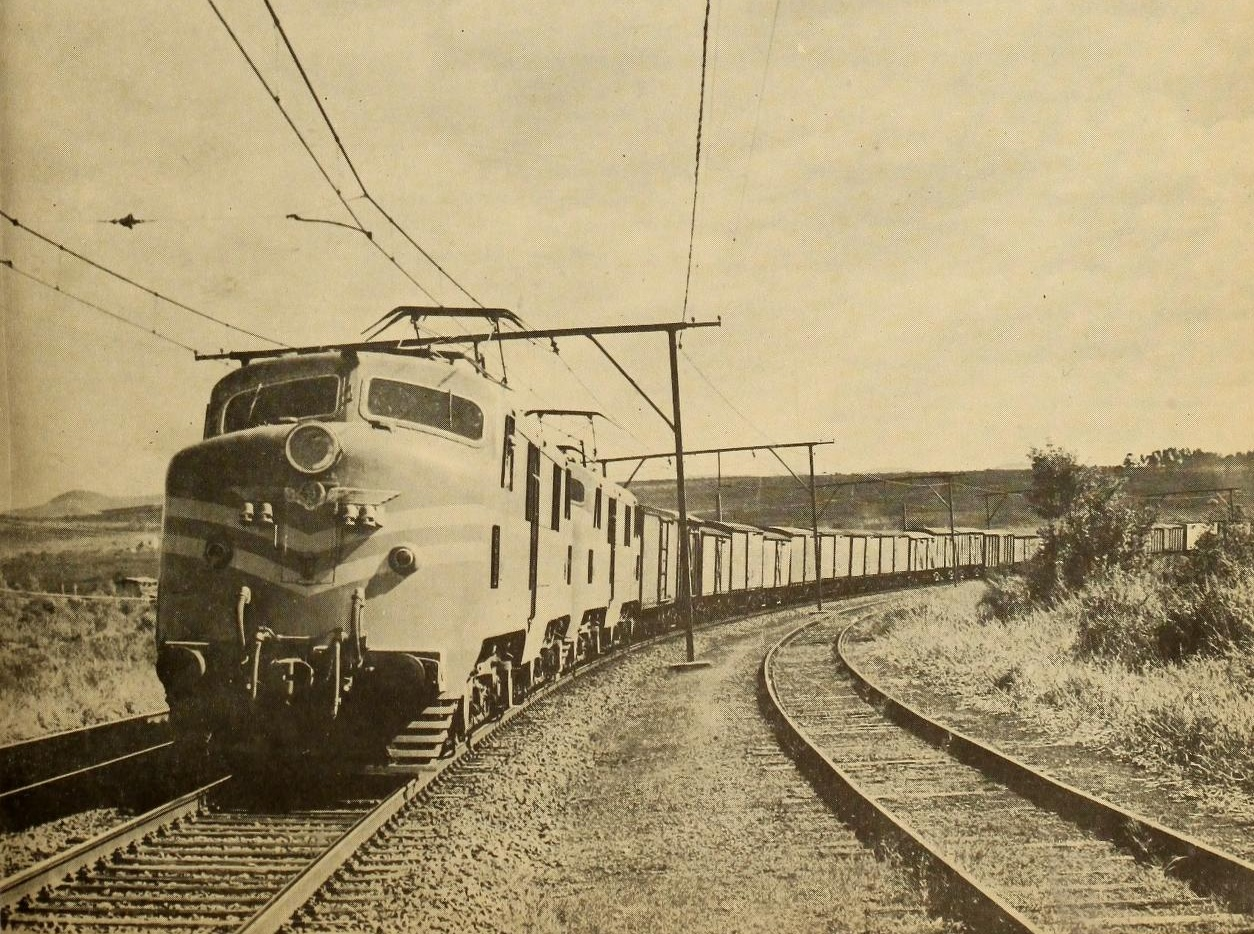
Ein Zug mit zwei Elektrolokomotiven von English Electric in den 1960er Jahren.

Die Strecke wurde bis Ende des Zweiten Weltkrieges mit Dampflokomotiven betrieben. Die Kohleknappheit am Ende des Krieges war aber so groß, dass viele Lokomotiven anstelle von Kohle mit Holz befeuert wurden, sodass die SPR Ende 1944 beschloss, die Strecke zu elektrifizieren. 1946 wurden die ersten Streckendiesellokomotiven in Dienst gestellt. Es waren dies vier Lokomotiven der Baureihe RSC-1 der American Locomotive Company, die bis auf den fehlenden Fahrmotor auf den mittleren Achsen der Drehgestelle der ALCO RSD-1 entsprachen, sowie sechs vierachsige ALCO RS-1-Lokomotiven. Anfang der 1950er Jahre konnte der elektrische Betrieb mit 16 Co’Co’-Lokomotiven von English Electric aufgenommen werden.

### Steilstrecke

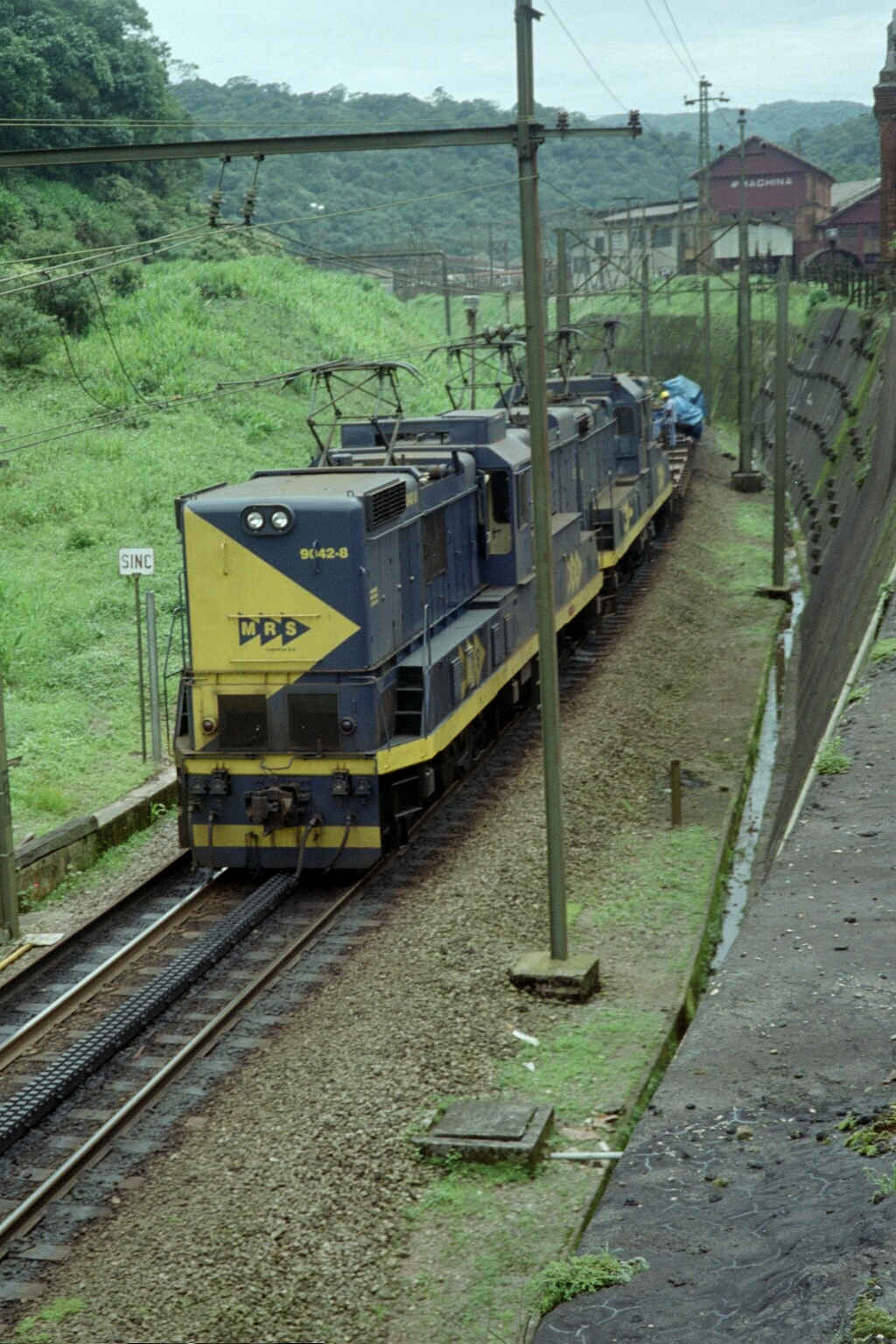
Zahnstangeneinfahrt Bergstation Paranapiacaba

Auf der Serra Velha wurden die Züge mit Bremswagen (portugiesisch Serrabreques) an das Seil gekuppelt. Die Bremswagen wurden jeweils bergseitig an die Züge gehängt, wobei der Gewichtsunterschied zwischen berg- und talwärts fahrendem Zug 36 t nicht überschreiten durfte, da sonst die Kraft der stationäre Dampfmaschine nicht ausreichte um die Züge zu befördern. Auf der Serra Nova wurden anstelle der Bremswagen Bremslokomotiven (portugiesisch Locobreques) eingesetzt, die talseitig an die Züge angehängt wurden. Die Lokomotiven übernahmen gleichzeitig auch den Rangierdienst zwischen den fünf Sektionen und in den Endbahnhöfen, sodass keine zusätzlichen Rangierlokomotiven benötigt wurden. Das maximale Zuggewicht betrug 155 t, die maximale Gewichtsdifferenz war auf 60 Tonnen festgelegt.
Auf der Zahnradstrecke kamen von Hitachi gebaute Lokomotiven zum Einsatz. Sie hatten 86,5 t Gewicht und 2780 kW Traktionsleistung. Sie wurden in den Jahren 1972 (Nr. 2001–2008), 1979 (Nr. 2009–2012) und 1990 (Nr. 9042+9043) geliefert. Es waren zu ihrer Zeit die stärksten Zahnradlokomotiven der Welt. Außerdem gibt es drei entsprechende Diesellokomotiven, die im Streckenunterhalt eingesetzt werden.
Die Schweizer Firma Stadler Rail lieferte 2012 und 2013 sieben neue Lokomotiven für die Zahnradstrecke, die vom Hersteller als He 4/4 bezeichnet werden. Sie sind die stärksten Zahnradlokomotiven der Welt. Eine Option besteht über weitere drei Fahrzeuge. Diese Lokomotiven sind in der Lage, mit über 5000 kW Traktionsleistung 850 t schwere Züge über die Zahnradstrecke zu befördern. Im Zahnradbetrieb werden etwa 25 % der Antriebskraft über separat angetriebene Adhäsionsantriebe erbracht. Im Bereich der Adhäsionsstrecke wird eine Höchstgeschwindigkeit von 45 km/h gefahren, im Bereich der Zahnstange während der Bergfahrt 30 km/h, bei der Talfahrt 22/25 km/h. Alle sieben Lokomotiven sind seit dem 1. Mai 2013 in Betrieb.

## Betrieb
Auf der Zahnradstrecke werden die Züge paketweise geführt, d. h. in der Regel fahren drei Züge mit Doppeltraktion hintereinander in die gleiche Richtung, die Zugfolgezeit beträgt sechs Minuten. Für die Steilstrecke benötigt ein Zug ca. 20 Minuten. Die maximale Anhängelast bzw. Vorstelllast beträgt bei den Hitachi-Lokomotiven 500 Tonnen, was vier beladenen Güterwagen entspricht, und bei den Stadler-Lokomotiven 750 Tonnen, was sechs beladenen Güterwagen entspricht. Das Transportvolumen der Strecke beträgt rund 14 Mio. Bruttotonnen pro Jahr, was etwa der Hälfte des Verkehrsaufkommens durch den Gotthardtunnel entspricht. Die transportierten Güter werden hauptsächlich talwärts befördert und bestehen zu 80 % aus Eisenerz und landwirtschaftlichen Produkten, vor allem Kaffee. Da nur die Lokomotiven mit Bremszahnrädern ausgerüstet sind, befinden sich diese aus Sicherheitsgründen immer auf der Talseite, sodass die Züge bergwärts geschoben werden. Aus Sicherheitsgründen dürfen die Hitachi-Lokomotiven nur in Doppeltraktion fahren.
Die Strecke ist an allen sieben Tagen rund um die Uhr in Betrieb, die Züge verkehren jedoch nicht nach einem festen Fahrplan, sondern nach Bedarf. Einmal pro Woche wird der Betrieb für einen halben Tag eingestellt, um die Strecke instand zu halten.